# 海外菲律賓人

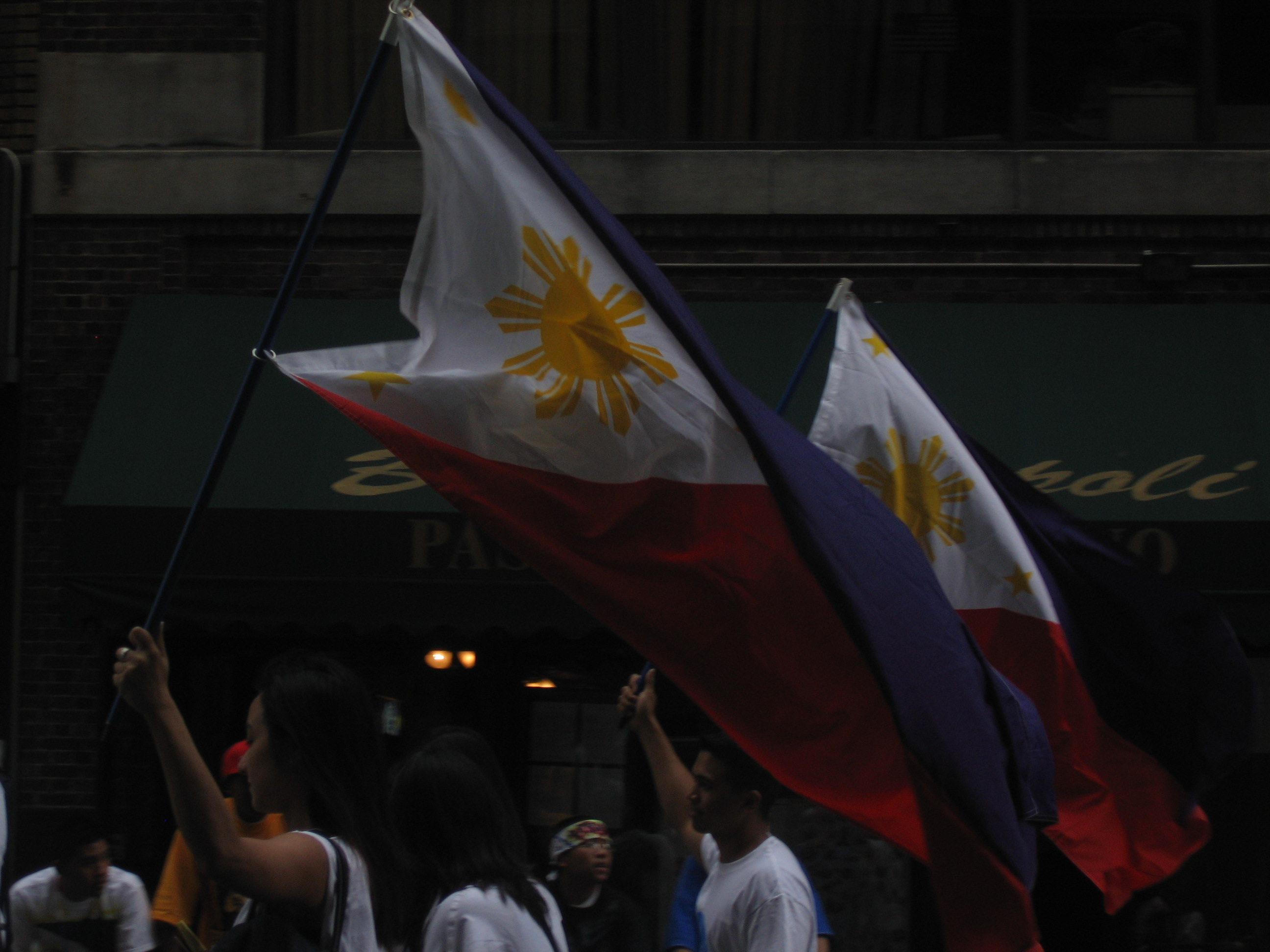
紐約市2006年菲律賓獨立紀念日遊行的旗手。

海外菲律賓人是指來自菲律賓而在外國居住工作的人。由於近數十年來菲律賓貪污問題極嚴重，經濟蕭條，以及菲律賓在美國殖民時期留下的普遍英語能力，菲律賓人是國際流動性最高的人民之一，有世界知名的菲律賓海外勞工（Overseas Filipino Worker，OFW）。因此許多國家內都有不小的菲律賓社群。通常在國外工作的人會支持留在菲律賓的大家庭。菲國政府會在某些地區舉辦不在籍投票，方便僑民投票。

## 人口與僑民
全世界有八百多萬海外菲律賓僑民，佔總人口10%。考慮到非法滯留的移動人口，實際數字可能更高，有可能是一千一百萬。每年，有超過一百萬菲律賓人在海外工作。菲律賓僑民人口是世界第三，在中國（3千5百萬）與印度（2千2百萬）之後。

## 渡假的菲律賓人
除了在海外工作的眾多菲律賓人，也有許多菲律賓人出國經商或是旅遊。菲律賓遊客多半是企業家、名醫師、政治人物，演員和網紅等中高社會階級人士。渡假的菲律賓人也會為拜訪在海外工作的親人而出國旅行。

## 含有大型菲律賓社群的地區

### 美國
雖然在19世紀末到20世紀初美國西北方遇到種族問題，大部分的菲律賓裔美國人都能輕易融入美國社會。根據 American Community Survey 2004年有大約2,959,541名菲律賓裔美國人住在美國。但是許多菲裔美人組織猜測應該有4百萬人。

### 中東國家
估計有150萬菲律賓人住在中東。有許多菲律賓人在海合会六國作家庭幫傭或建築工人。

### 義大利
登記有50萬人。

### 西班牙
菲律賓前宗主國，有50萬人生活在馬德里和巴塞隆拿。

### 加拿大
20世紀末之前只有少數菲律賓人住在加拿大。目前有30到35萬人。

### 台灣
9萬名外籍勞工或16萬各種人。根據勞委會2006年統計，臺灣有96,003名菲籍外勞，其中58,704人是製造業，34,602人是社會服務與個人服務業。而根據菲律賓海外就業署2004年年 底調查，有2,037人取得永久居留，154,135人取得工作居留，4,500人沒有取得居留，共有160,672人住在臺灣。

### 南韓
2015年，約有6萬3千名菲律賓人在南韓擔任各種勞工。當地亦曾選出第一位菲律賓裔國會議員李賈斯敏。

### 日本
截至2015年尾為止，在日菲律賓人口為224,048人。

### 中國
根據菲律賓外交部的數據顯示，約有12254名海外菲律賓人在中國大陸。

##### 香港

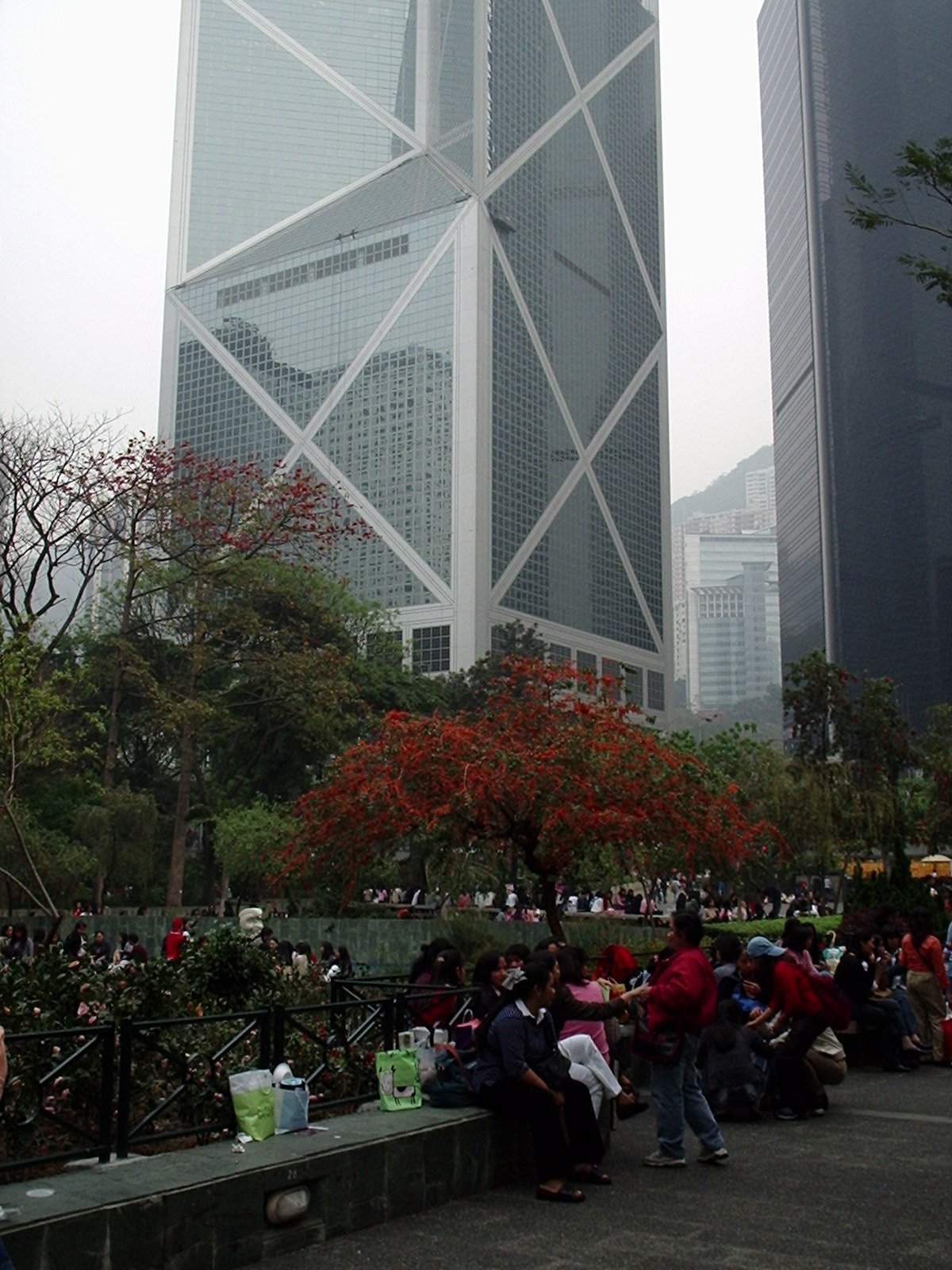
一群菲律賓家庭傭工週日聚集在香港皇后像廣場。照片顯示她們站在中銀大廈之下。

截至2019年，共有23萬人，大部份是外籍傭工，其中有3萬屬於「菲律賓外勞工會」。香港人稱菲律賓女傭為「amahs」或是「菲傭」，較不尊重的稱呼為「賓妹」或「賓佬」。香港工作簽證要求較高的教育水準。根據香港現行政策，外籍傭工即使在香港連續工作滿7年或以上，也不能因此取得香港永久性居民的資格，可是從事其它職業的人（例如職業運動員）卻可以。2010年有菲律賓人針對香港的《入境條例》中限制外傭申請成為永久性居民的條文申請司法覆核，引發2011年的外傭居港權爭議。2013年3月25日，香港終審法院在外傭居港權案的主要訴訟「Vallejos訴人事登記處處長」判決政府勝訴。

### 澳洲
2000年有12萬7千名菲律賓人與菲律賓裔澳洲人，這些全都有永久居留權（澳洲政府並不發工作簽證）。另外有一小部分菲律賓人非法居留。澳洲政府准許移民的標準是技術與教育。大部分的菲律賓移民都是專業與技術性人士，在澳洲從事專業健康照護、教育、工程、電腦編程、貿易、政府官員等。少部分移民從事藍領行業，像是工廠工人、餐飲業、建築工等。

### 英國
可能有10萬人。近幾年英國開放歡迎護士、監護工等職業的菲律賓人工作。

## 菲律賓海外勞工
每年有接近一百萬菲律賓人在海外工作，其中約三分之一從事非技術性勞工，其次是貿易相關工作，工廠機器操作組裝員、技師、幫傭、監護工等等職業，女性佔一半左右。2005年他們匯回將近百億美元的金錢。這個數字是排在印度、中國、墨西哥、法國之後的世界第五。不過從國內生產總額來看，這個數字佔生產總額13.5%，是前五國之中比例最高的，是菲律賓的經濟與幣值的支持。
這股海外就業趨勢包括技術性勞工出國從事非技術性工作，造成國內人才外流，健康醫護與教育領域特別嚴重。

### 引用
1. ↑  . U.S. Census Bureau.   [2017-04-25]. （原始内容存档于2017-08-03）.
2. 1 2 3 4  Stock Estimates of Filipinos Overseas 2007 Report 的存檔，存档日期2009-03-06.. Philippine Overseas Employment Administration. Retrieved 22 July 2009.
3. ↑  .   [2017-06-12]. （原始内容存档于2018-12-09）.
4. ↑  Statistics Canada. .   [2014-02-18]. （原始内容存档于2018-12-24）.
5. ↑  https://web.archive.org/web/20090209101514/http://globalnation.inquirer.net/news/breakingnews/view/20090206-187868/No-foreign-workers-layoffs-in-Malaysia
6. ↑  . Japan. 2011-03-12  [2017-06-12]. （原始内容存档于2015-11-25）.
7. ↑   （页面存档备份，存于） Australia Bureau of Statistics. Retrieved 21 June 2012.
8. ↑  Filipinos in Hong Kong （页面存档备份，存于） Hong Kong Bureau of Statistics. Retrieved 30 June 2009.
9. ↑  . 2013-11-30. （原始内容存档于2014-11-13）.
10. ↑  . Gov.Ph.   [2006-07-01]. []
11. ↑   (Excel). National Immigration Agency, Ministry of the Interior. 2011-02-28  [2013-05-21]. （原始内容存档于2013-05-09） （中文）.
12. ↑  Filipinos in South Korea （页面存档备份，存于）. Korean Culture and Information Service (KOIS). Retrieved 21 July 2009.
13. ↑  .   [2020-09-13]. （原始内容存档于2017-05-25）.
14. ↑  . Israeli Central Bureau of Statistics.   [2017-06-12]. （原始内容存档于2017-05-25）.
15. ↑  Amojelar, Darwin G.. (2013-04-26) Papua New Guinea thumbs down Philippine request for additional flights （页面存档备份，存于）. InterAksyon.com. Retrieved 28 July 2013.
16. ↑  .   [2017-06-12]. （原始内容存档于2016-11-01）.
17. ↑  . The Philippine Embassy in The Hague. （原始内容存档于2009-02-15）.
18. ↑  . April 2017  [2017-04-16]. （原始内容存档于2017-06-21）.
19. ↑  . Census Bureau of Macau. May 2012  [2016-07-22]. （原始内容存档于2019-12-05）.
20. ↑  . ABS-CBN.com.   [2017-06-12]. （原始内容存档于2015-09-14）.
21. ↑   (PDF). Census Office Ireland.   [2013-01-29]. （原始内容存档 (PDF)于2018-12-26）.
22. ↑  .   [2017-06-12]. （原始内容存档于2015-03-18）.
23. ↑  . Statistisk sentralbyra (Statistics Norway).   [2014-02-03]. （原始内容存档于2009-05-15）.
24. ↑  . Ang Kalatas-Australia. 2011-08-30  [2017-06-12]. （原始内容存档于2017-05-25）.
25. ↑  . Office of the Press Secretary. 2007  [2009-10-23]. （原始内容存档于2008年9月7日）.
26. ↑  Welcome to Embassy of Kazakhstan in Malaysia Website 的存檔，存档日期2013-11-11.. Kazembassy.org.my. Retrieved 28 July 2013.
27. ↑  Tan, Lesley. . Cebu Daily News. 2006-06-06  [2008-04-11]. （原始内容存档于2013-02-22）.

## 外部連結
- 菲律賓海外就業署 （页面存档备份，存于）（英文）